# Bércoun somálský
Bércoun somálský (Galegeeska revoilii) je druh malého savce z čeledi bércounovitých (Macroscelididae). Žije v pouštních oblastech severozápadní části Somálska a pozorování z roku 2020 potvrdila výskyt v Džibutsku. Předpokládá se, že se vyskytuje i v Etiopii. Informace o tomto druhu jsou nedostatečné (na dlouho jediná odborná studie o druhu byla publikována v roce 1968), stejně jako data pro určení stupně ohrožení. IUCN zařazuje druh do kategorie chybí údaje, ale vědci, kteří publikovali roku 2020 studii o znovuobjevení tohoto savce, doporučují přeřazení mezi taxony málo dotčené.

## Výskyt, pozorování
Vyskytuje se v polovyprahlých pouštích se skalnato-kamenitým terénem a řídkou vegetací. Preferuje nejspíše nadmořskou výšku okolo 500 až 700 metrů, ale byl zaznamenán i v téměř 1500 metrech. Na téměř 50 let poslední pozorování v Somálsku bylo hlášeno začátkem 70. let 20. století. Stal se tím jedním z nejméně prozkoumaných druhů savců. Roku 2017 byl zařazen do seznamu 25 nejhledanějších zvířat v rámci iniciativy Hledání ztracených druhů. Jedinci tohoto druhu byli znovu nalezeni až v roce 2020 v Džibutsku.

## Charakteristika
Bércoun somálský měří asi 25 až 30 cm, z toho 12 až 15 cm připadá na hlavu a tělo, zbytek tvoří ocas, který je v průměru o 17 % až 19 % delší než hlava s tělem. Hmotnost se pohybuje mezi 40 až 60 gramy.  Od ostatních bércounů se liší světlým prstencem okolo očí (tento znak mají jen dva další bércouni), malou, tmavou postokulární skvrnkou, osrstěnou dolní částí rhinária, chomáčky chlupů porostlým ocasem a relativně menším druhým horním řezákem.
Biologie druhu je zřejmě podobná jako u ostatních bércounů. Ti tvoří monogamní páry na celý život. Živí se převážně hmyzem. Maximální rychlost jejich běhu je téměř 30 km/h.